# Мише, Анте
А́нте Ми́ше (сербохорв. Ante Miše / Анте Мише; 14 июня 1967, Вуковар, СФРЮ) — югославский и хорватский футболист, полузащитник. Ныне занимается тренерской деятельностью. Главный тренер кувейтского футбольного клуба «Аль-Араби».
Первый в истории клуба «Аль-Араби» иностранный специалист, которому удалось в своём дебютном сезоне вместе с командой завоевать золото чемпионата Кувейта 2020/21 и вернуть клубу чемпионский титул спустя 19 лет.

## Сборная Хорватии
Имеет опыт выступлений за национальную сборную Хорватии, на его счету 7 официальных матчей.

## Тренерская карьера
В 2015—2017 годах был ассистентом главного тренера в национальной сборной Хорватии по футболу.
В 2018 году был главным тренером футбольного клуб «Зриньски» (Босния и Герцеговина).
В марте 2019 года назначен на должность главного тренера национальной сборной Туркменистана. Контракт рассчитан на 1 год, помогать тренировать сборную Туркменистана будет хорватский специалист Сандро Томич. Перед хорватскими тренерами поставлена цель развития в целом туркменского футбола, а не только национальной сборной. Однако через год хорватские специалисты покинули национальную команду в связи с истечением контракта и переносом на более поздние сроки матчей отборочного турнира Чемпионата мира 2022 года в Катаре. Сборная Туркменистана по футболу завершила год на первом месте отборочной кампании чемпионата мира-2022.
В декабре 2020 года Мише официально возглавил кувейтский клуб «Аль-Араби».

## Достижения

### Командные
- Обладатель Кубка Югославии (1): 1991
- Финалист Кубка Югославии (1): 1990
- Чемпион Хорватии (3): 1992, 1994, 2001
- Обладатель Кубок Хорватии (3): 1993, 2000, 2003

### Индивидуальные
- «Сердце Хайдука» (1): 1994

### Командные в качестве тренера
- «Аль-Араби»
  - Чемпион Кувейта: 2020/21